# Epigynopteryx rougeoti
Epigynopteryx rougeoti là một loài bướm đêm trong họ Geometridae.